# Odbierak prądu

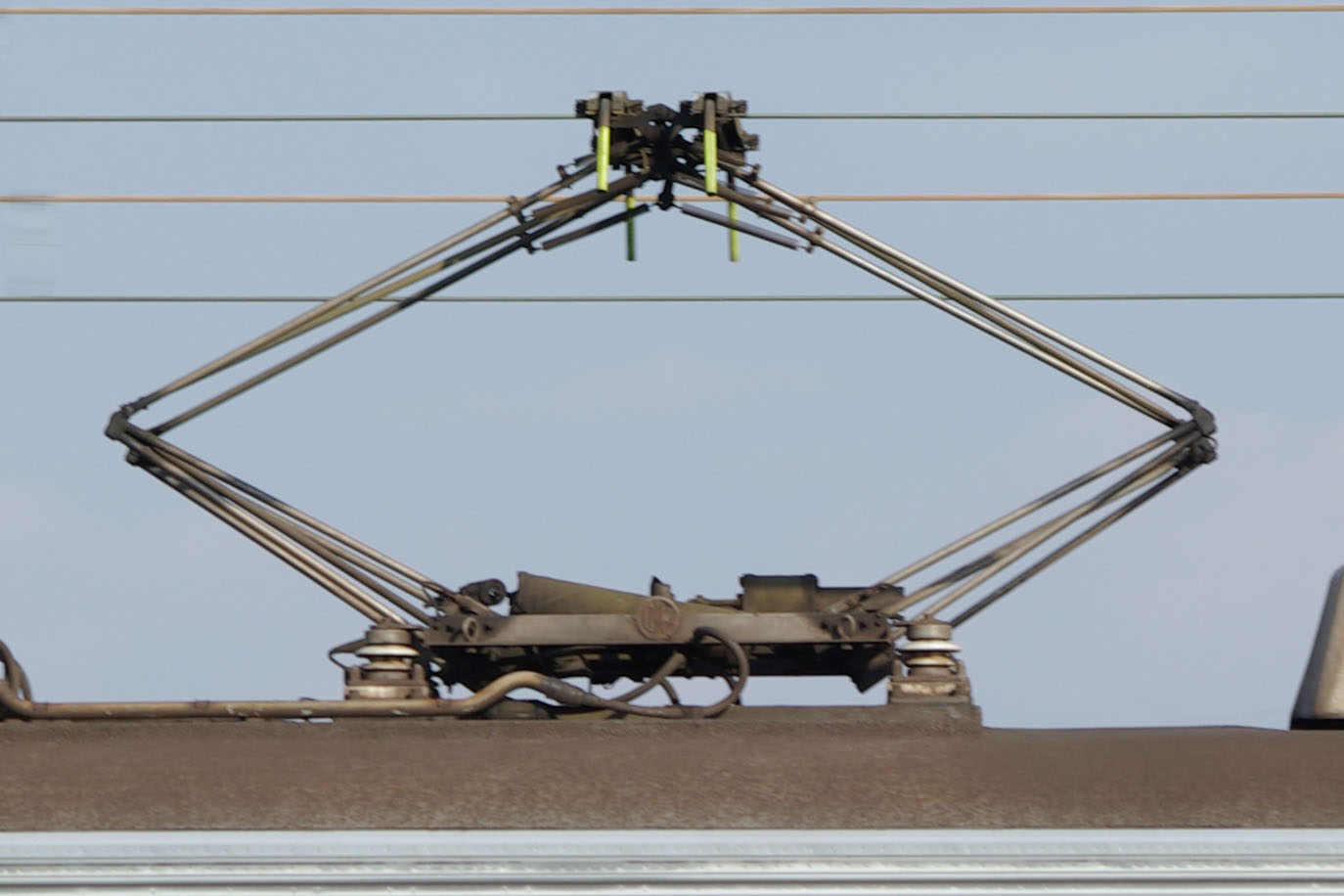
Pantograf tradycyjny (nożycowy)

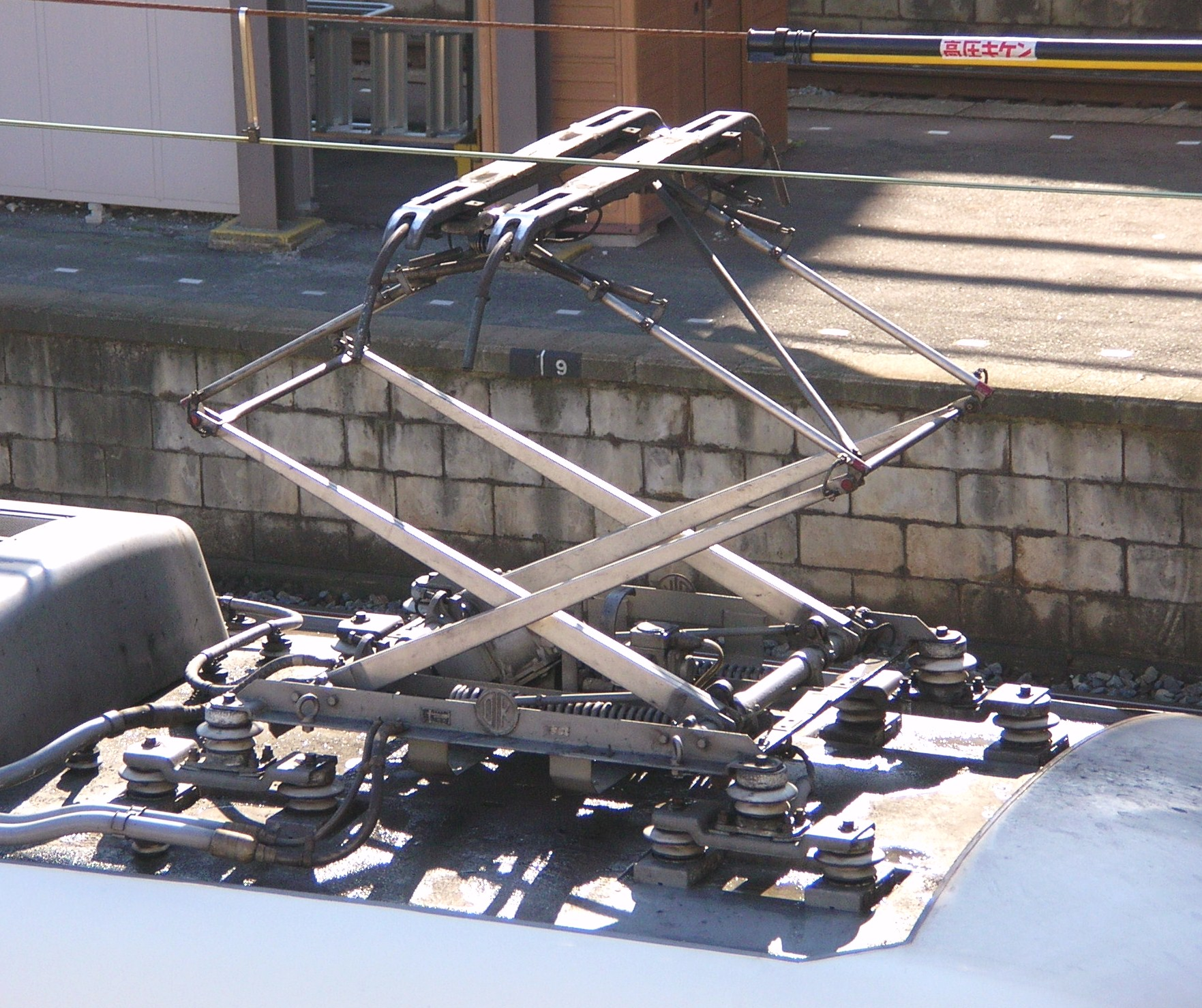
Odmiana pantografu nożycowego spotykana w Japonii

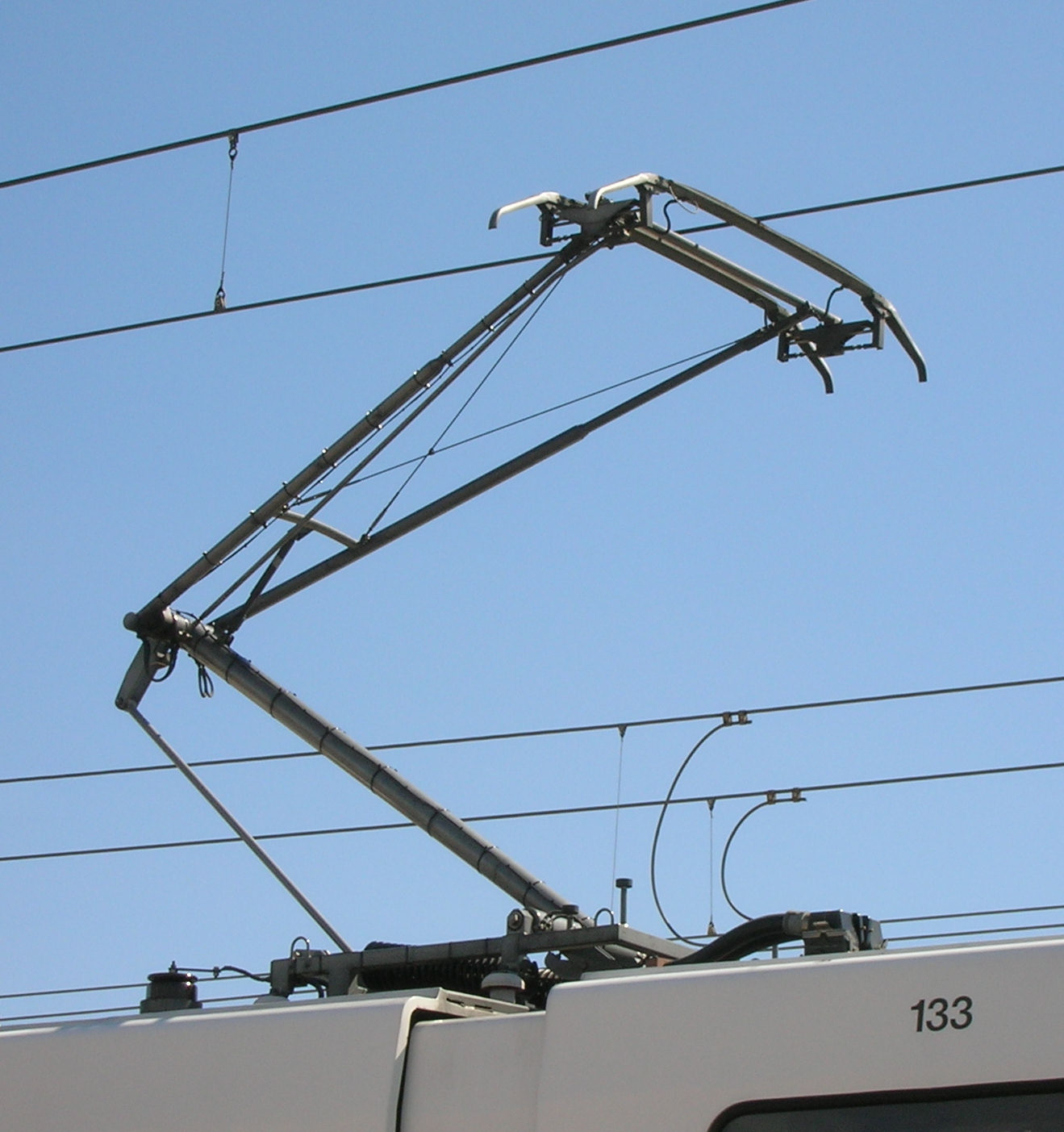
Pantograf połówkowy

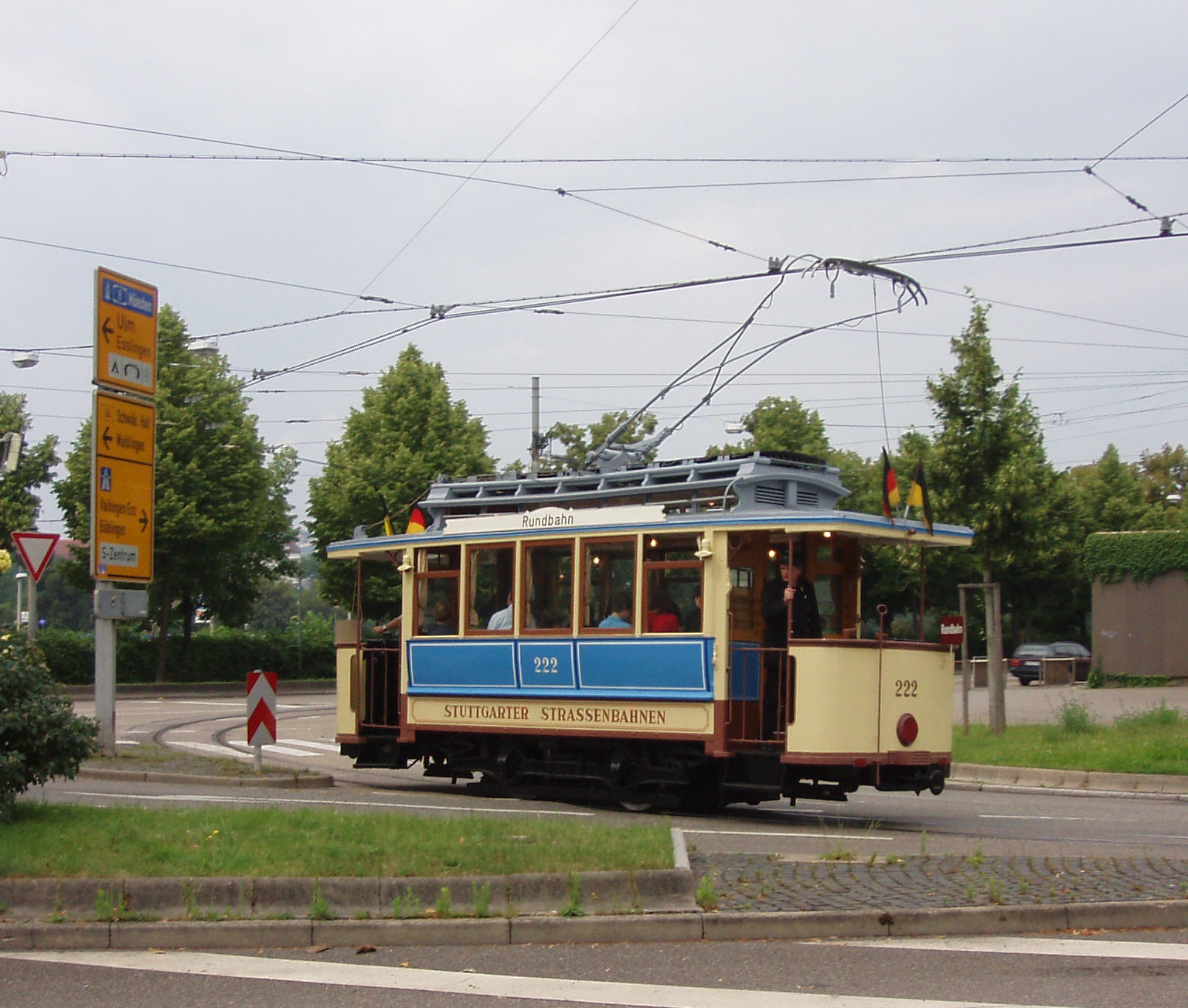
Tramwaj z odbierakiem lirowym

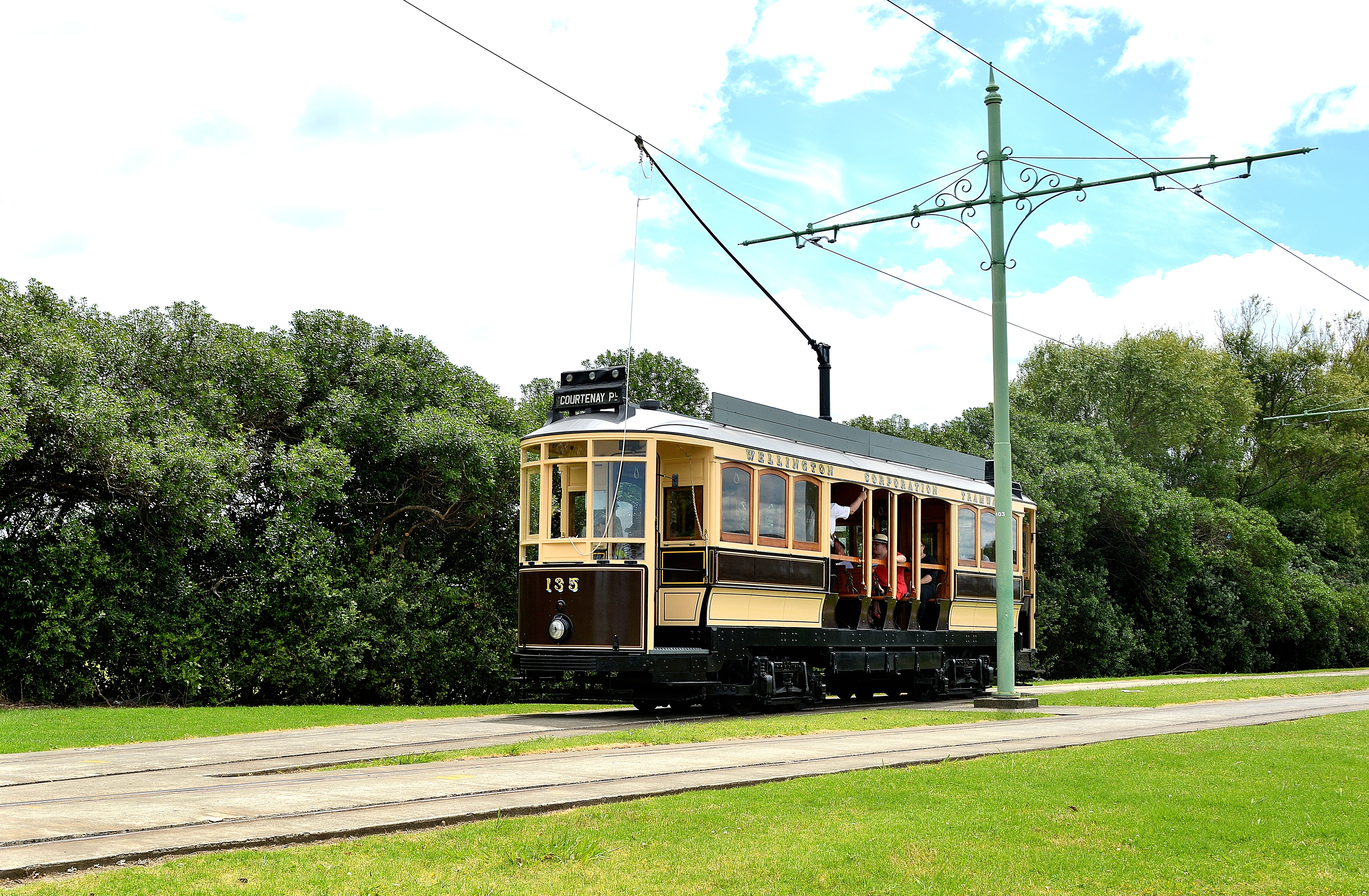
Tramwaj z odbierakiem pałąkowym

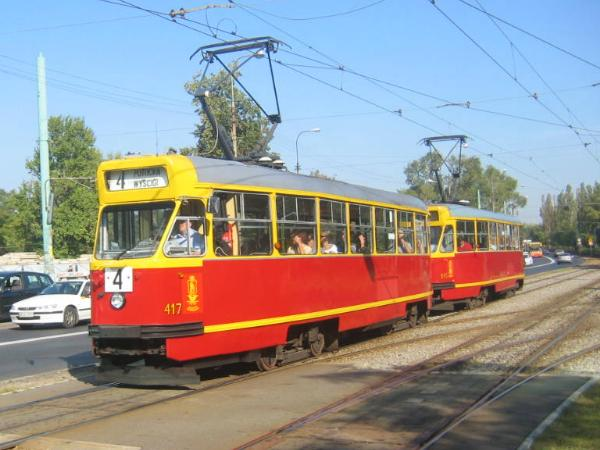
Tramwaj z odbierakiem typu „wiedeńskiego” – OTK-1

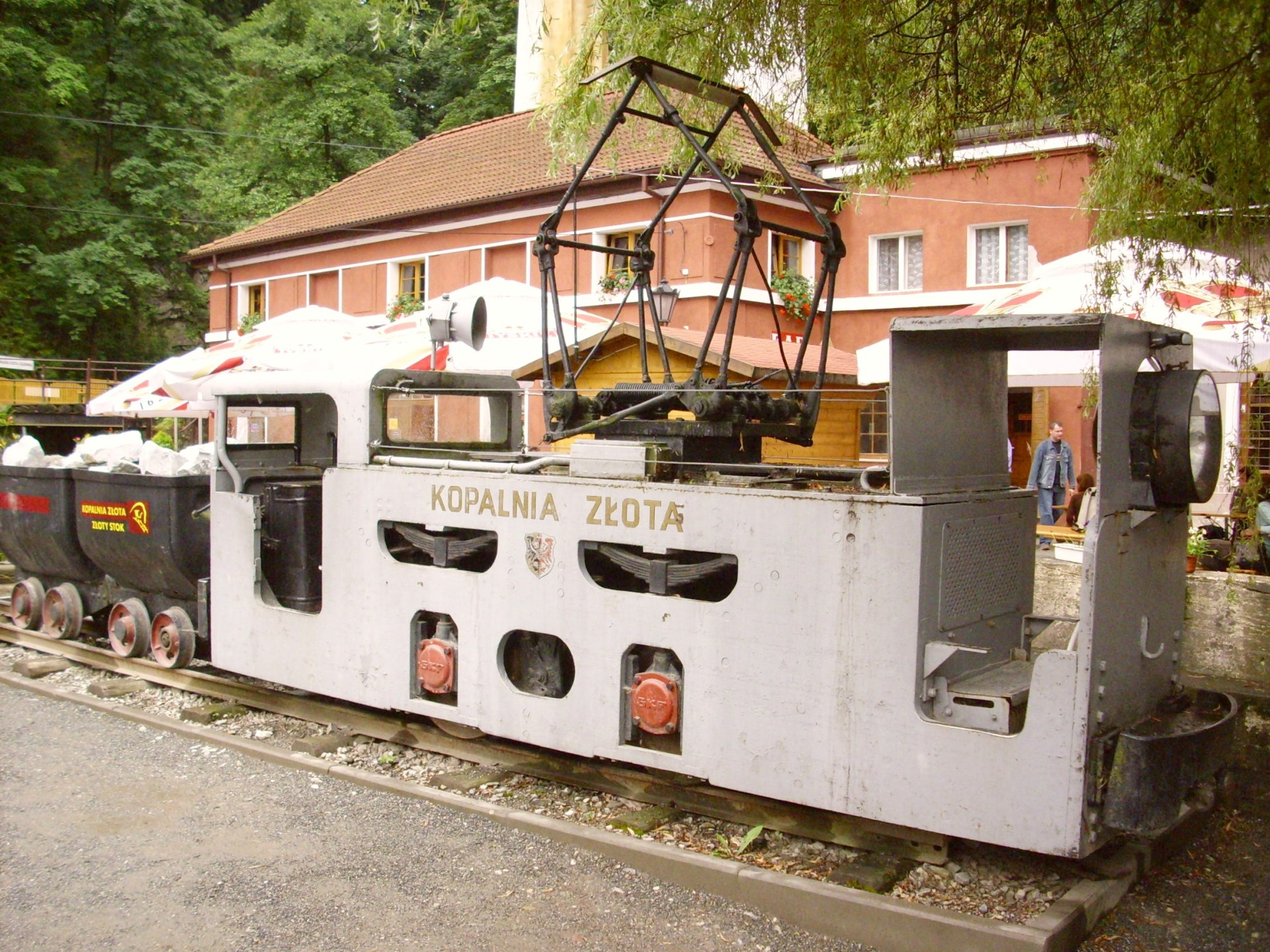
Odbierak nożycowy na lokomotywie kopalnianej Ld1

Odbierak prądu (pantograf) – element pojazdu lub urządzenia zasilanego z zewnątrz energią elektryczną (wyłączając pojazdy zasilane kablem i z akumulatorów) stykający się z przewodem jezdnym lub szyną prądową, służący doprowadzeniu napięcia zasilającego. Nazwę „pantograf” zapożyczono od przyrządu kreślarskiego, gdyż w toku ewolucji odbieraków przez długi czas była to najpopularniejsza forma. Postęp techniczny oraz wymagania techniczne spowodowały wyparcie tradycyjnego pantografu przez mniejsze i lżejsze odbieraki połówkowe.

## Pantograf
Pantograf służy do pobierania prądu z napowietrznej sieci trakcyjnej przez pojazdy szynowe – najczęściej spotykany, instalowany na dachu lokomotywy elektrycznej, tramwaju lub elektrycznego zespołu trakcyjnego; istnieją też pantografy instalowane na bocznej ścianie lokomotywy do współpracy z siecią boczną oraz pantografy o bardzo niewielkich rozmiarach i uproszczonej konstrukcji do zasilania suwnic, lokomotywek kopalnianych itp. 
Pantograf starszego typu ma kształt dwóch pięciokątów, połączonych poprzeczkami (co odciąża części ruchome zespołu – np. ślizgacz), obecnie w nowych pojazdach prawie wyłącznie stosuje się tzw. pantografy połówkowe (Faiveleya), w którym jest tylko jedno ramię (odpowiednio zmodyfikowane tak, aby samodzielnie utrzymywać ślizg w pozycji równoległej do przewodu sieci trakcyjnej), zamiast tradycyjnych dwóch (przedniego i tylnego). Pantograf taki wygląda jak połowa typowego pantografu nożycowego albo pantografu Stemmanna (stąd nazwa), najczęściej jest montowany „z włosem” (tak że ramię jest skierowane do przodu), rzadziej „pod włos” (tak zamontowane pantografy połówkowe można spotkać np. czeskich tramwajach Tatra T6A5, czy tramwajach produkcji PESA Bydgoszcz). Z technicznego punktu widzenia nie ma to znaczenia, o ile nie zachodzi kolizja z wyposażeniem zamontowanym na dachu, jednak pantografy połówkowe mają nieco większe tendencje do odchyłu na boki. Tylko takie pantografy można stosować w taborze wymagających czterech odbieraków (niektóre rozwiązania lokomotyw czterosystemowych – gdy do każdego systemu potrzebny jest inny pantograf ze względu na właściwości elektryczne i geometryczne sieci – wymagane jest, by ślizgacz znajdował się możliwie najbliżej osi czopu skrętu). Dobry pantograf charakteryzuje się małą bezwładnością, dlatego też istnieje tendencja – zwłaszcza na pociągach dużych prędkości – do stosowania pantografów połówkowych o znacznie zmniejszonej masie; charakterystyka takiego pantografu jest zbliżona dla obu kierunków jazdy. 
W polskich warunkach pantografy połówkowe (typ Faiveley, Stemman FB-700, OTK-2 oraz 160 EC) można zaobserwować na nowszych polskich tramwajach (w ostatnich chronologicznie odmianach konstrukcyjnych wozów rodziny 105N i w wielu późniejszych typach) oraz na modernizowanych lokomotywach i zespołach trakcyjnych wielu serii. Pośrednią konstrukcją jest pantograf tzw. wiedeński, w którym dolna część składa się z dwóch rur (podobne pantografy są stosowane także w kolejnictwie, np. na zespołach trakcyjnych w USA). 
Część pantografu bezpośrednio stykająca się z przewodem jezdnym to ślizgacz. 
W pantografie docisk do przewodu jezdnego zapewniają sprężyny oraz wytwarzająca się w czasie jazdy siła aerodynamiczna; podnoszenie i opuszczanie dokonywane jest za pomocą sprężonego powietrza lub mechanicznego pociągania za linki (np. w tramwajach czy trolejbusach). 
Do współpracy z sieciami o znacznych różnicach wysokości stosuje się pantografy dwustopniowe – klasyczny pantograf umieszczony na podnoszonej konstrukcji lub ślizgacz w postaci małego pantografu umieszczonego na klasycznym – konstrukcje tego typu są używane przykładowo przez SNCF – są one montowane na składach TGV. Pionierem w dziedzinie konstrukcji tego typu pantografów był Związek Radziecki.
Jeszcze inną odmianą odbieraków są konstrukcje służące do pobierania prądu do ładowania akumulatorów podczas postoju pojazdu. Można tu wyróżnić odbieraki przeznaczone do współpracy z dedykowanymi stacjami ładowania (mogą być montowane albo na pojazdach, albo w ładowarkach – tzw. „odwrócony pantograf”; charakteryzują się możliwością przenoszenia dużych mocy) oraz odbieraki służące do łączenia pojazdu ze standardową siecią trolejbusową  – zbliżone konstrukcją do zwykłego pantografu połówkowego, a nawet bardziej uproszczone (nie zapewniają prowadzenia po sieci, czyli nie umożliwiają jazdy pod siecią).

### Pantografy w Polsce
Pantografy eksploatowane w kolejach polskich charakteryzuje konstrukcja, której koncepcja ukształtowana została w I połowie XX wieku. Na przestrzeni lat była ona poddawana pewnym modyfikacjom, ale zasadnicza jej część nie ulegała większym zmianom. Dopiero pod koniec lat 80. XX wieku skonstruowano prototyp pierwszego polskiego pantografu połówkowego. Poprzestano jednak tylko na serii informacyjnej liczącej około 50 egzemplarzy. Stara konstrukcja i niewielka produkcja odbieraków prądu otwierają kolejne możliwości ich wymiany, np. w ramach modernizacji pojazdów trakcyjnych. Chcąc podołać nowym wyzwaniom techniczno-eksploatacyjnym, przewoźnicy polscy zmuszeni są do zakupu nowoczesnych, ale i nietanich pantografów renomowanych firm europejskich, takich jak: Stemmann-Technik GmbH (Niemcy), Faiveley Transport (Francja), Schunk Bahntechnik GmbH (Austria).
Dopiero w 2009 roku krakowska spółka EC Engineering wykonała prototyp pantografu dostosowanego do polskich warunków eksploatacyjnych. Stworzono niesymetryczny (połówkowy) odbierak prądu 160EC – zgodnie z najnowszymi tendencjami w budowie pantografów. Przeznaczony jest on do zasilania elektrycznych pojazdów trakcyjnych z przewodu jezdnego górnej sieci trakcyjnej prądu stałego o napięciu znamionowym 3 kV. Prędkość jazdy pojazdu wyposażonego w ten odbierak prądu może wynieść do 160 km/h. Przeprowadzono również niezbędne testy z wykorzystaniem różnorakiego taboru. W grudniu 2010 r. pantograf typu 160 EC uzyskał bezterminowe świadectwo homologacji.

## Inne odbieraki prądu

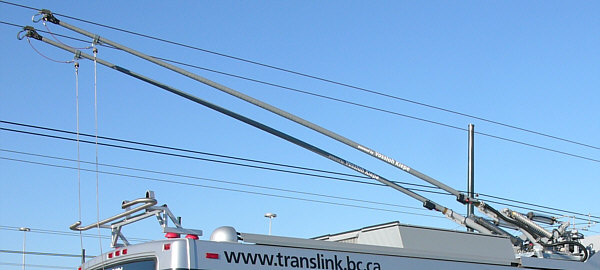
Odbierak trolejbusowy w Vancouver

Najprymitywniejszym odbierakiem był metalowy pręt połączony kablem z pojazdem, trzymany ręką przez pracownika znajdującego się w pojeździe i przykładany w miarę potrzeby do prowadzonego obok przewodu pod niskim napięciem – taki system spotykany był kolejkach kopalnianych.
- Odbierak łyżwowy – od odbierania prądu z szyn prądowych („trzeciej szyny”), używany w metrze (szynowym i ogumionym – Paryż), a także na niektórych sieciach kolejowych (koleje brytyjskie).
- Troleje (z ang. trolley), pałąki, potocznie również tyczki, kity lub szelki – do odbierania prądu z napowietrznej sieci trakcyjnej przez trolejbusy (sporadycznie także przez tramwaje) – specjalna konstrukcja ślizgacza z zagłębieniem w kształcie litery U zapewnia nie tylko odbiór prądu, ale i prowadzenie po przewodzie jezdnym. Ślizgacz jest elementem dość szybko zużywającym się podczas eksploatacji, dlatego stosuje się łatwo wymienne grafitowe (dawniej miedziane) nakładki stykowe. W nowszych konstrukcjach układ śledzenia naciągu powoduje automatyczne opuszczenie odbieraka w momencie utraty kontaktu z przewodem. Nacisk na przewód jezdny jest realizowany za pomocą kilku sprężyn napinających. Główka odbieraka, w której umieszczony jest ślizgacz z nakładką stykową, ma możliwość wychyłu w dwóch płaszczyznach, dzięki czemu może się dopasować do zmian wysokości i kształtu sieci jezdnej. Dodatkowo główka może być wyposażona w osłonę aerodynamiczną zmniejszającą oddziaływania sił aerodynamicznych na odbierak w czasie jazdy z większą prędkością. Charakterystyczne linki zwisające z pałąków służą do ręcznego naprowadzania odbieraka na przewód jezdny. Trolejbusy wyposażone w dodatkowy napęd mają z reguły układ automatycznego opuszczania i podnoszenia odbieraków, a charakterystyczne „daszki” na sieci trakcyjnej służą do naprowadzania pałąków.
- Odbierak rolkowy – ten typ stosowany był przede wszystkim w górnictwie oraz w urządzeniach dźwigowych. Elementem stycznym z siecią jezdną był tutaj jeden krążek lub dwa krążki toczne, dociskane do niej od dołu (w przypadku sieci zawieszonej elastycznie) lub nie dociskane (dla sieci jezdnych nieelastycznych).
- Odbierak belkowy – odbierak składający się z jednego ramienia ukośnego i jednego ramienia poziomego. Miał masę 26 kg i był napinany poprzez drążki łączące go z cylindrem pneumatycznym. Konstrukcja ta została opracowana w latach 80. XX w. w Omskim Instytucie Transportu Kolejowego w Związku Radzieckim i nie doczekała się szerszego zastosowania ze względu na zbytnią długość i wrażliwość na kierunek jazdy (różnice siły aerodynamicznej)[3].
- Odbierak prętowy – odbierak w postaci pionowej metalowej rury, którą poprowadzony jest kabel zakończony półkoliście wygiętym drutem, który ślizga się po metalowej siatce zasilającej; ta konstrukcja jest stosowana tylko w elektrycznych samochodzikach, jeżdżących na zadaszonych terenach zamkniętych w wesołych miasteczkach.

## Odbieraki używane dawniej
- Odbierak ramkowy dla dwuprzewodowej sieci trójfazowej – dolną część stanowiła prostokątna rama z rur zamocowana jednym bokiem przegubowo do dachu lokomotywy (podobnie jak odbierak lirowy), natomiast na przeciwległym boku znajdowały się dwa ślizgacze, ale znajdowały się na małych prostokątnych ramkach, zamocowanych przegubowo pod niewielkim kątem (pochylenie w zależności od kierunku jazdy) na dużej ramie, a których zadaniem było dostosowanie się do niewielkich nierównomierności pomiędzy zawieszeniem obu przewodów
- Odbierak typu lira – rama instalowana przegubowo na dachu z wygiętym ślizgaczem (wadą była możliwość jazdy w jedną stronę – odbierak musiał być ciągnięty),
- Pałąk – elastyczny pręt zakończony najczęściej krążkiem dociskanym do drutu jezdnego (wada jak wyżej).

## Galeria

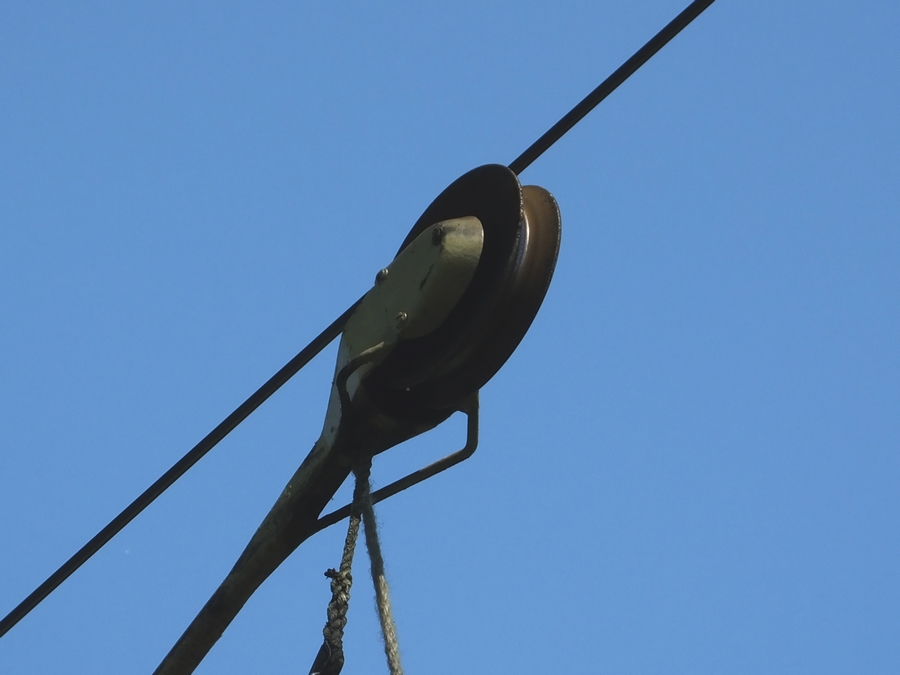
Odbierak rolkowy
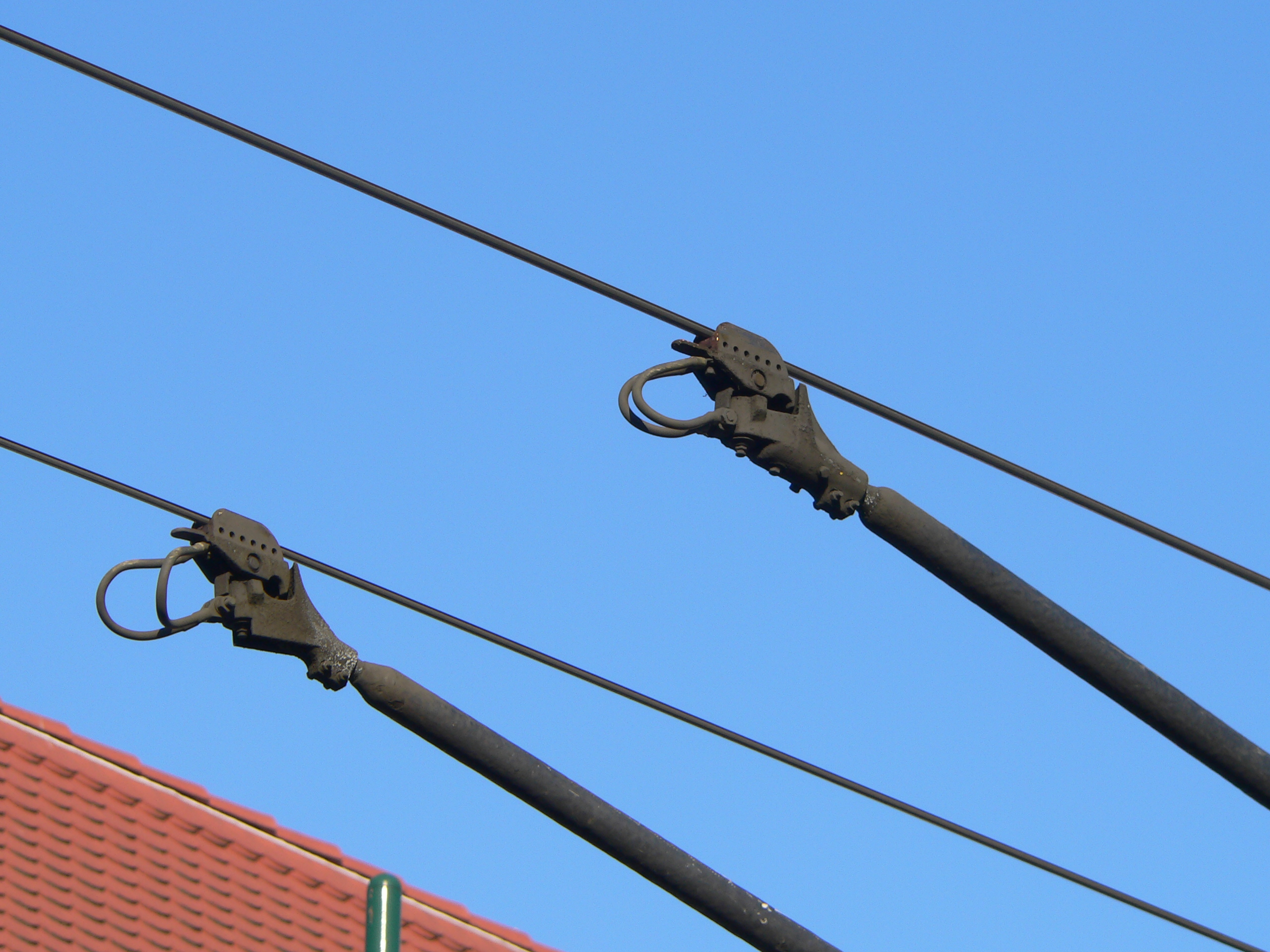
Główki troleju ze ślizgaczami
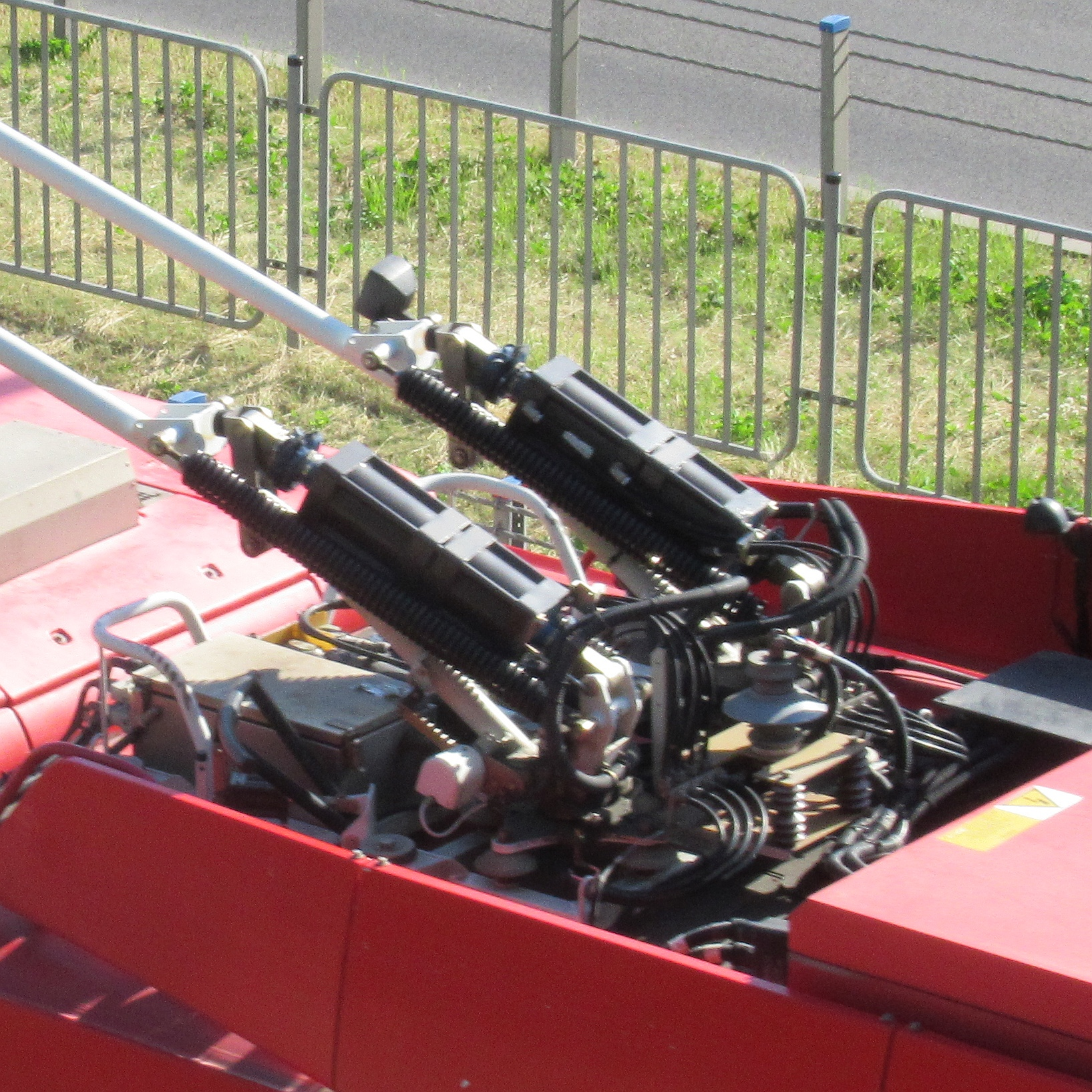
Mechanizm napinania i opuszczania odbieraka – Solaris Trollino
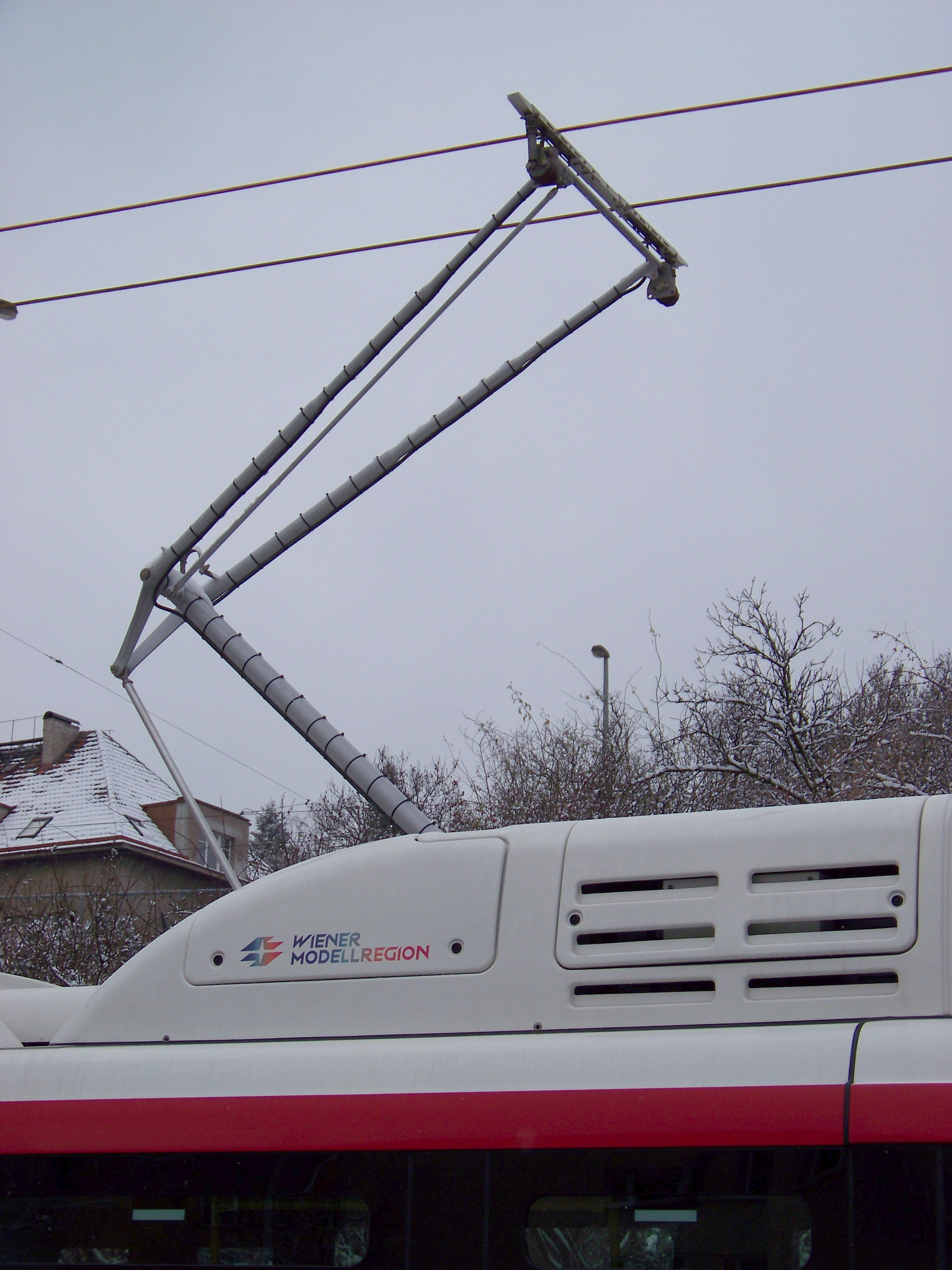
Odbierak do ładowania akumulatorów z sieci trolejbusowej
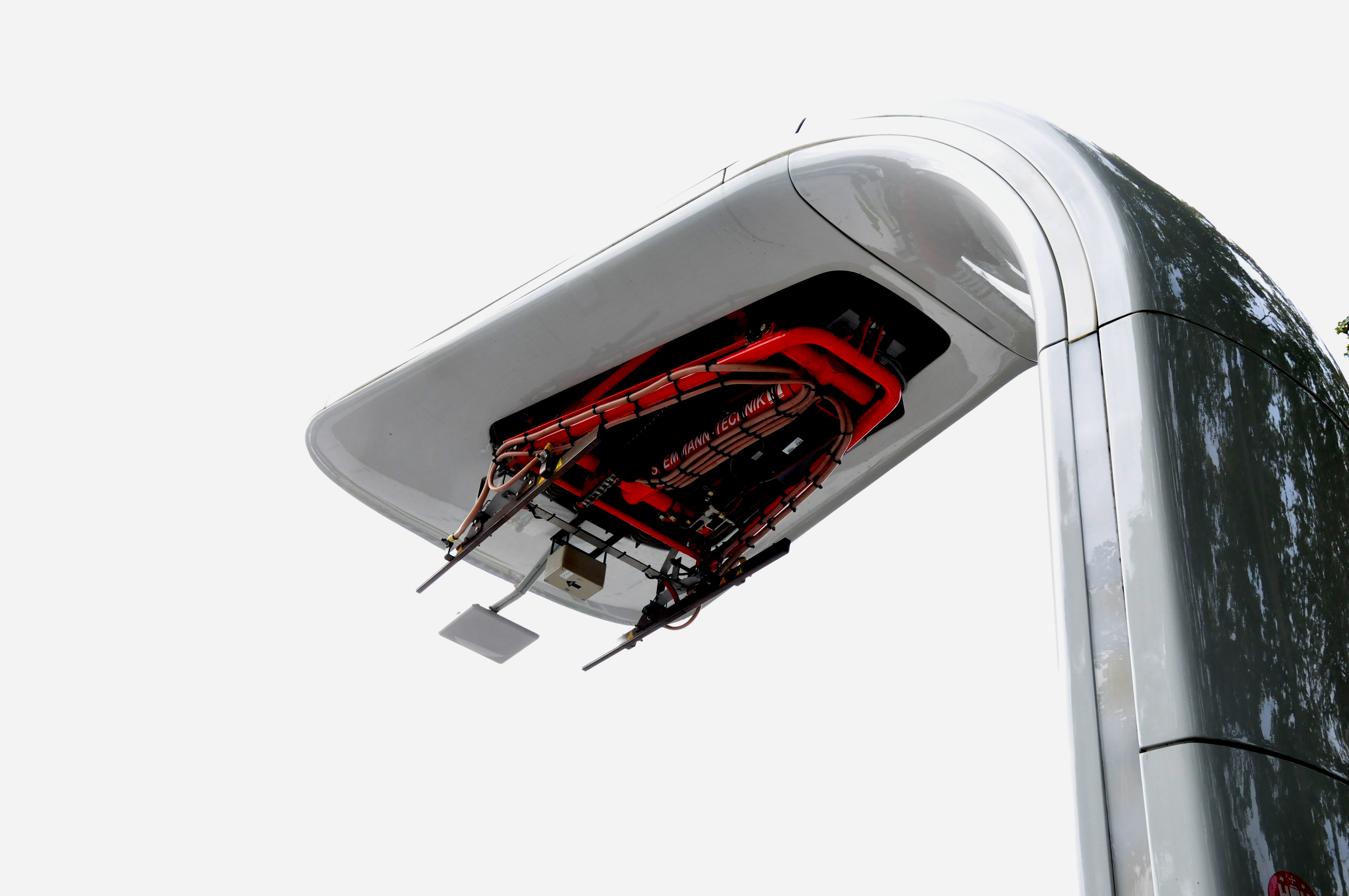
„Odwrócony pantograf” ładowarki